# Jean-Charles François
Pour les articles homonymes, voir François.
Jean-Charles François, né à Nancy le 4 mai 1717, mort à Paris le 22 mars 1769 est un graveur et imprimeur français. Il est connu comme l'inventeur et le promoteur en France de la manière de crayon, un procédé permettant de reproduire et d'imiter les dessins par la gravure.

## Biographie
Nancéien, Jean-Charles François se forme auprès du peintre lorrain Claude Charles (1661-1747). En 1733, on le retrouve à Dijon, comme graveur de blasons. De 1740 à 1748, il collabore avec l'éditeur Robert-Menge Pariset à Lyon. Il est nommé graveur ordinaire du duc de Lorraine et de Bar Stanislas Leszczynski.
Il s'installe par la suite à Paris, hôtel des Ursins, près du pont Notre-Dame. Fin 1759, il déménage rue Saint-Jacques, l'artère principale du commerce de l'estampe à l'époque moderne. Il épouse Marie-Catherine Frédou, sœur de Jean-Martial Frédou (1710-1795), peintre et pastelliste à Versailles.
À la suite de la présentation de sa technique de manière de crayon, il reçoit en 1758 la charge de « Graveur des Desseins du Cabinet du Roi ».
Jean-Charles François a collaboré avec Gilles Demarteau et eu pour élève Louis-Marin Bonnet, qui développent et enrichissent ses inventions techniques. Bonnet, en particulier, excelle dans la manière de pastel grâce à une maîtrise parfaite de l'impression en couleurs.

## Expérimentations et inventions techniques
La fin des années 1750 est marquée, en France, par une effloraison d'inventions techniques visant à imiter par la gravure les dessins, devenus des objets de collection. Plusieurs graveurs et inventeurs rivalisent d'ingéniosité pour reproduire mécaniquement les spécificités graphiques du dessin (sanguine, crayon, lavis d'encre).
Plusieurs chercheurs, se sont penchés sur la chronologie de ces inventions, revendiquées en leur temps par des acteurs concurrents. Il apparaît que l'invention de la manière de crayon marque le coup d'envoi de cette vogue pour les fac-similés de dessins.

### Manière de crayon

#### Contexte et historique
Jean-Charles François est considéré par l'historiographie comme l'inventeur de la gravure en manière de crayon. Après plusieurs années d'expérimentation, entre 1740 et 1748, pour imiter le dessin par de minces tailles de burin, Jean-Charles François aboutit à un procédé satisfaisant en 1756, qu'il présente l'année suivante à l'Académie royale de peinture et de sculpture. Il reçoit en contrepartie une gratification sous forme d'une pension royale de 600 livres.
La première description détaillée de cette technique paraît en 1767 dans l'Encyclopédie, sous la plume de Bonaventure-Louis Prevost.
Tout au long des années 1760, la paternité de la manière de crayon fait l'objet d'une controverse : le graveur Gilles Demarteau et l'ingénieur Alexis Magny, éphémères collaborateurs de Jean-Charles François, lui disputent l'invention. Il est plausible que Jean-Charles François, qui expérimentait déjà depuis plusieurs années, ait trouvé l'idée décisive pour l'aboutissement de la manière de crayon en observant une suite gravée d'ornements, dans laquelle Gilles Demarteau avait effectué des retouches au ciselet et à la molette pour enrichir des tailles gravées à l'eau-forte. François va reprendre cette piste en développant des outils spécifiques, la roulette dentée et le matoir, avec l'aide d'Alexis Magny.
Les tensions entre les trois hommes atteignent leur paroxysme en 1762 lorsque Alexis Magny dépose un mémoire à l'Académie dans lequel il s'affirme l'inventeur du procédé. L'Académie, jugeant la controverse stérile, refuse de se prononcer.

#### Principe technique

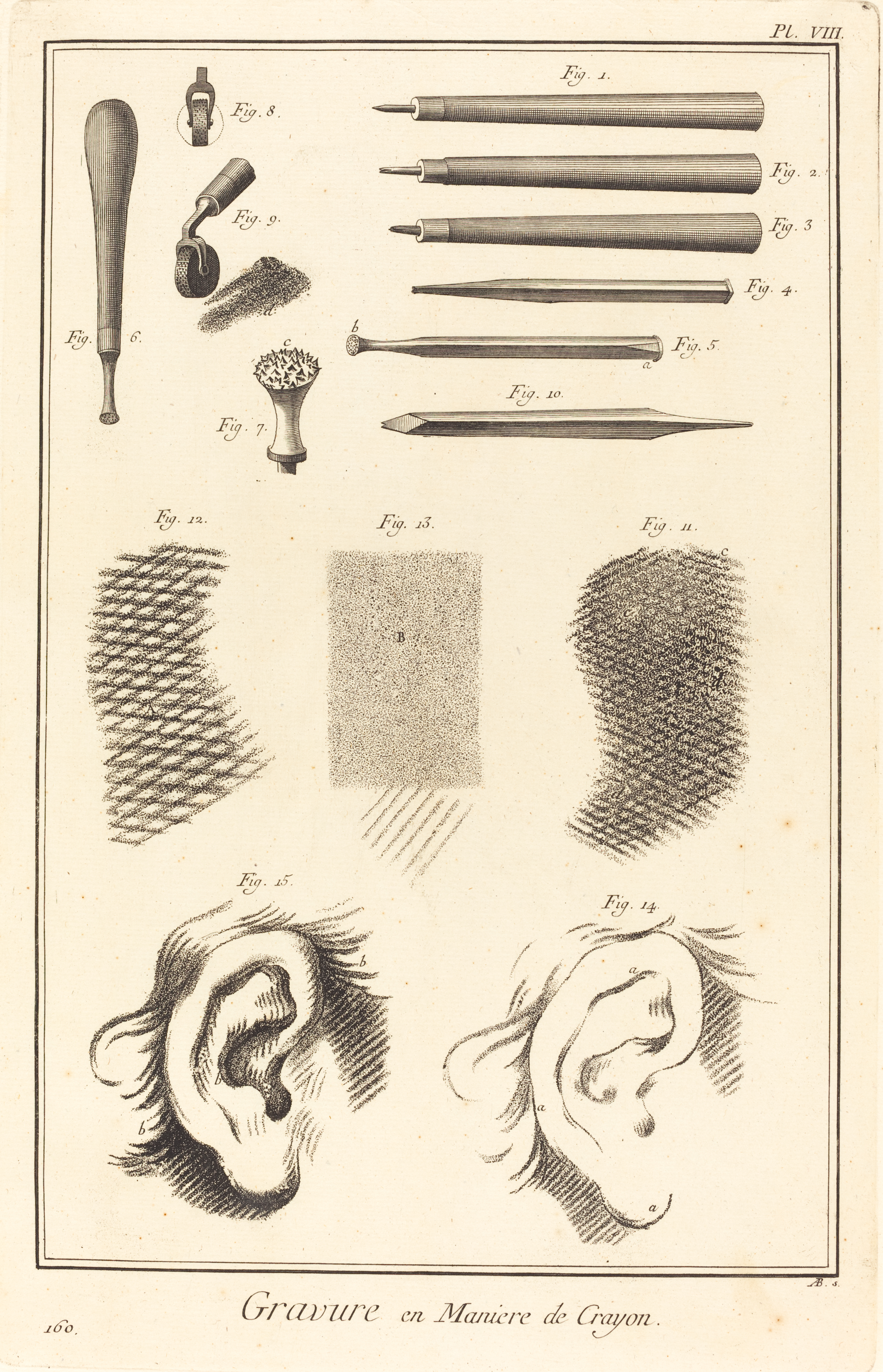
Antonio Baratta d'après A.-J. de Fehrt, Gravure en manière de crayon. La planche détaille les différents outils et leur utilisation.

Plutôt que de graver un trait plein, tel que les graveurs le pratiquent habituellement au burin ou à la pointe, il s'agit de marquer la plaque d'un ensemble de petits impacts, qui, s'ils sont répartis irrégulièrement, restituent la texture du crayon sur le papier. Pour ce faire, Jean-Charles François a mis au point, avec l'aide de Magny, plusieurs outils dédiés : la roulette dentée et un poinçon appelé matoir. Les deux instruments sont garnis de petites dents réparties de façon irrégulière et légèrement émoussées. La roule dentée est promenée sur la surface du cuivre, tandis que le matoir se frappe à l'aide d'un marteau.
Il existe deux manières d'employer ces outils :
- en taille directe : le graveur entaille la matrice de cuivre directement avec les outils ;
- en taille indirecte ou chimique : les outils sont employés pour érafler le vernis et mettre à nu le cuivre, qui est ensuite mordu à l'eau-forte.

La manière de pastel est dérivée de la manière de crayon.

### Vernis mou
La technique de la manière de crayon exigeant des compétences poussées en gravure, elle ne se révèle exploitable que par des graveurs aguerris, professionnels. Jean-Charles François, souhaitant permettre aux artistes de traduire eux-mêmes leurs dessins en gravure, sans intermédiaire, met au point dès 1758 un second procédé, techniquement plus abordable, le vernis mou.
Il cherche à commercialiser son secret, sans succès. Peu développé en France, le vernis mou suscite quelque intérêt à l'étranger, notamment aux Pays-Bas, où le collectionneur de dessin Ploos Van Amstel l'emploie pour produire des fac-similés de dessins anciens. En Angleterre, le vernis mou est pratiqué autour de 1770 par Paul Sandby et Thomas Gainsborough.

#### Principe technique du vernis mou
Cette technique consiste à préparer une plaque de cuivre en la couvrant de vernis mou, légèrement collant, qui est recouvert d'une poudre (sable fin, émeri ou limaille) et d'une mince feuille de papier sur laquelle l'artiste peut tracer sa composition. Sous la pression du crayon, le papier et le grain adhèrent au vernis, qui se trouve arraché lorsque la feuille est retirée, laissant un tracé piqueté.
La plaque ainsi préparée est mordue à l'eau-forte. Le résultat étant généralement assez faible, la planche doit être ensuite reprise aux outils pour accentuer les tailles.
Un corps de garde, gravé d'après Carle van Loo est la première estampe au vernis mou publiée par François, en avril 1758. Le premier état, réalisé au vernis mou seul, est peu mordu et difficilement lisible. Dans les sept états successifs connus, la planche est largement retouchée aux outils.

### Manière de lavis
Jean-Charles François s'est également brièvement essayé à la manière de lavis, qui consiste à graver une plaque en apposant l'eau-forte au pinceau directement sur un cuivre non vernis.

## Œuvre gravé
Dans son catalogue raisonné de l'œuvre gravé de Jean-Charles François établi en 1931, Jacques Hérold décompte plus de 311 numéros. L'Inventaire du Fonds français (1962) propose d'en retirer un certain nombre d'estampes, non gravées par François mais réalisées sous sa supervision et éditées à son adresse. Les auteurs adjoignent néanmoins d'autres pièces, non connues de J. Hérold, portant le total de l'œuvre gravé à 331 numéros.

### Cahiers de modèles et principes de dessins
- avec Robert-Menge Pariset : Principes de dessein faciles et dans le goût du crayon ; Nouveau livre de principes de dessein, 1740.

### Gravure d'interprétation à l'eau-forte et au burin
Jean-Charles François a interprété les œuvres de son beau-frère Jean-Martial Frédou. 

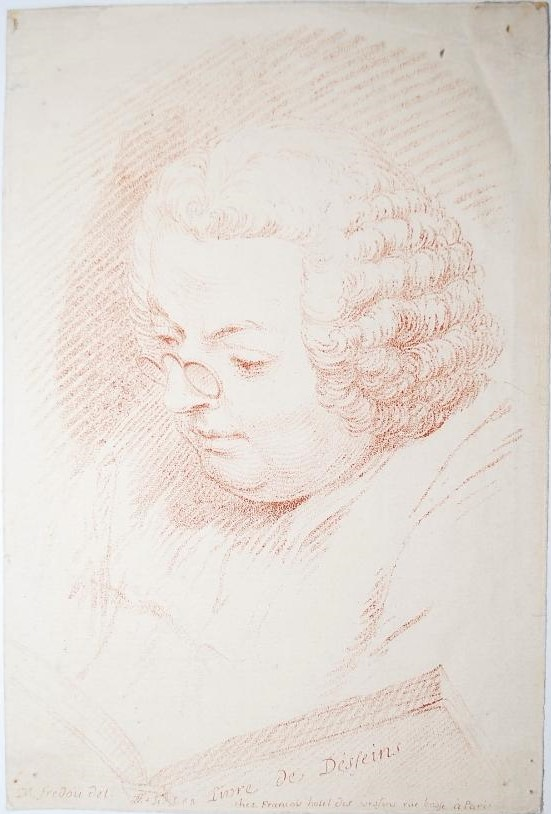
Jacques-André Portail par Jean-Charles François (manière de crayon), d'après Frédou
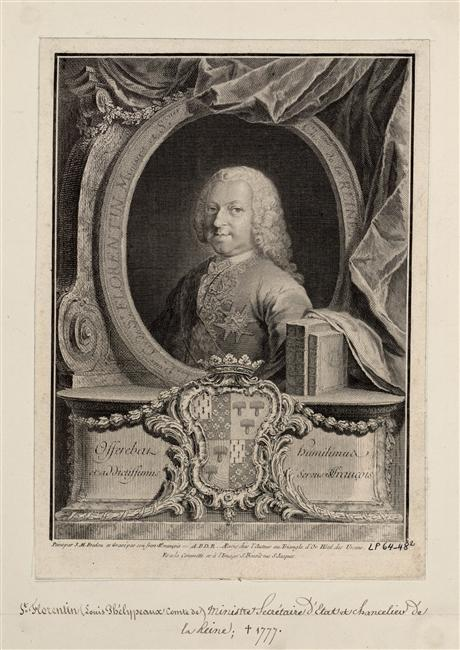
Phélypeaux par J.-C. François, d'après Frédou
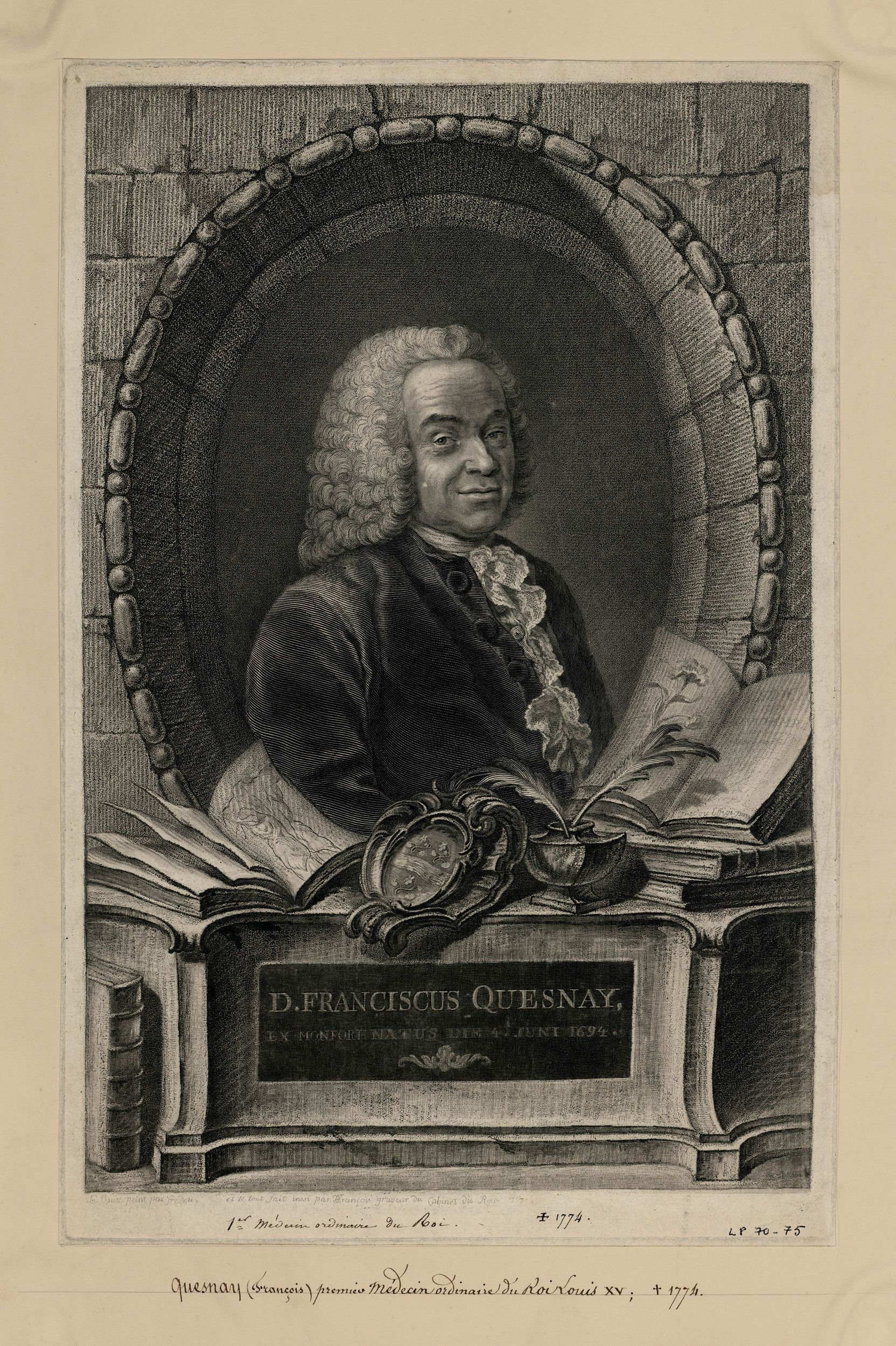
Quesnay par J.-C. François, d'après Frédou

- Le Bal Chinois, d'après le tableau de Charles Eisen tiré du cabinet de Monsieur le comte de la Vaulx de Vrécourt, officier de Gendarmerie, chez François, au Triangle d'Or.
- Livre d'ornements et figures d'après différents auteurs utiles aux artistes, dessiné par Charles Eisen, gravé par François, dédié à Monsieur le comte de Lavaulx de Vrécourt, officier de gendarmerie, chambellan du roy de Pologne, duc de Lorraine, chez François au Triangle d'Or, Hôtel des Ursins derrière St Denis de la Chartres à Paris.
- Mausolée que le roy de Pologne duc de Lorraine et de Bar a fait construire en marbre a notre dame de Bonsecours de Nancy en mémoire de la reine son épouse, par Adam le cadet de l'Académie royale de Peinture, dessiné d'après le modèle par Eisen, François scupl. 1766.
- Fragments d'Ornemens d'après Jean Rabel et Recueil d'Ornemens et de Fleurs d'après Rabel, utiles aux artistes. Dédié à M. Dumarest, ciseleur. Chez François, au Triangle d'or.
- Livres de leçons d'ornemens dans le goût du crayon. Dédié à Monseigneur le duc de Chaulnes, etc. Par son très humble serviteur Demarteau l'aîné. Dessiné par Girard. À Paris, chés François, au Triangle d'or, et chés Demarteaux graveur.

### Illustrations d'ouvrages
- avec Emmanuel Héré : Recueil des plans, élévations et coupes tant géométrales qu'en perspective des châteaux, jardins et dépendances : que le roy de Pologne occupe en Lorraine y compris les bâtimens qu'il a fait élever, ainsi que les changemens considérables, les décorations et autres enrichissements, qu'il a fait faire à ceux qui étoient déjà construire / le tout dirigé et dédié à sa Majesté par M. Héré, son premier architecte. Se vend à Paris chez François au Triangle d'or, graveur ordinaire de sa Majesté, 1753. Incluant : Plans et élévations de la Place royale de Nancy & des autres édifices qui l'environnens bâtie par les ordres du roy de Pologne, duc de Lorraine. À voir ici.
- avec Joseph Gilliers : gravures du Cannaméliste français, Nancy, Cusson, 1751 et Nancy, J.-B.-H. Leclerc, 1768 (2e éd.)
- Spectacles des vertus, des arts et des sciences historiques, poetiques, & allégoriques représentes dans les palais des dieux, Chez François, graveur ordinaire de sa majesté, 1756.

Jean-Charles François collabore aux éditions des vies de philosophes illustres du mathématicien Alexandre Savérien. On lui doit notamment la recréation d'un portrait du mathématicien François Viète d'après des dessins de Jean Rabel.
- avec Alexandre Savérien : Histoire Des Moralistes Et Des Legislateurs, 1761.
- avec Alexandre Savérien : Histoire des philosophes modernes avec leur portrait gravé... (1760, rééd. 1769-1773)